# Просторное (Первомайский район)
Просто́рное (до 1966 года Первома́йское, до 1948 года Бию́к-Каба́нь; укр. Просторне, крымскотат. Büyük Qaban, Буюк Къабан) — исчезнувшее село в Первомайском районе Республики Крым, располагавшееся на юге района, в степной части Крыма, у границы с Сакским районом, примерно в 5,5 километрах южнее современного села Сусанино.

### Динамика численности населения
| - 1805 год — 108 чел. - 1864 год — 147 чел. - 1889 год — 190 чел. - 1892 год — 188 чел. | - 1900 год — 215 чел. - 1915 год — 78/40 чел. - 1926 год — 168 чел. - 1939 год — 154 чел. |

## История
Первое документальное упоминание села встречается в Камеральном Описании Крыма… 1784 года, судя по которому, в последний период Крымского ханства Бююк Кабань входил в Каракуртский кадылык Бахчисарайского каймаканства. После присоединения Крыма к России (8) 19 апреля 1783 года, (8) 19 февраля 1784 года, именным указом Екатерины II сенату, на территории бывшего Крымского ханства была образована Таврическая область и деревня была приписана к Евпаторийскому уезду. После павловских реформ, с 1796 по 1802 год входила в Акмечетский уезд Новороссийской губернии. По новому административному делению, после создания 8 (20) октября 1802 года Таврической губернии, Биюк-Кабан был включён в состав Урчукской волости Евпаторийского уезда.
По Ведомости о волостях и селениях, в Евпаторийском уезде с показанием числа дворов и душ… от 19 апреля 1806 года в деревне Буюк-Кабан числилось 13 дворов, 102 крымских татарина и 6 ясыров. На военно-топографической карте генерал-майора Мухина 1817 года деревня Кабан обозначена с 17 дворами. После реформы волостного деления 1829 года Биюк-Кабан (записан как Кучук-Кабан), согласно «Ведомости о казённых волостях Таврической губернии 1829 года» остался в составе Урчукской волости. На карте 1836 года в деревне 21 дворов, как и на карте 1842 года.
В 1860-х годах, после земской реформы Александра II, деревню приписали к Абузларской волости. Согласно «Памятной книжке Таврической губернии за 1867 год», деревня была покинута жителями в 1860—1864 годах, в результате эмиграции крымских татар, особенно массовой после Крымской войны 1853—1856 годов, в Турцию и вновь заселена татарами. В «Списке населённых мест Таврической губернии по сведениям 1864 года», составленном по результатам VIII ревизии 1864 года, Биюк-Кабан — владельческая татарская деревня, с 34 дворами, 147 жителями и мечетью при колодцах. По обследованиям профессора А. Н. Козловского 1867 года, вода в колодцах деревни была пресная, а их глубина достигала 21—26 саженей (44—54 м). На трехверстовой карте Шуберта 1865—1876 года в деревне Биюк-Кабан 34 двора. По «Памятной книге Таврической губернии 1889 года», по результатам Х ревизии 1887 года, в деревне Биюк-Кабань числилось 31 двор и 190 жителей. Сохранился документ о выдаче ссуды неким Исаковичу, Дику, Дирксену, Баргам, Ремпелю, Пеннеру и Фоту под залог имения при деревне Биюк-Кабань от 22 мая 1890 года. Согласно «…Памятной книжке Таврической губернии на 1892 год», в деревне Биюк-Кабан, входившей в Биюк-Кабанский участок, числилось 188 жителей в 16 домохозяйствах.
Земская реформа 1890-х годов в Евпаторийском уезде прошла после 1892 года, в результате Биюк-Кабан (записано, как Кабан-Биюк) приписали к Кокейской волости. По «…Памятной книжке Таврической губернии на 1900 год» в деревне числилось 215 жителей в 50 дворах. Время основания немецкого поселения Биюк-Кабан немецкий не установлено, на 1914 год в селении действовала меннонитская школа грамоты. По Статистическому справочнику Таврической губернии. Ч.II-я. Статистический очерк, выпуск пятый Евпаторийский уезд, 1915 год, в деревне Кабан-Биюк Кокейской волости Евпаторийского уезда числилось 16 дворов (7 дворов с землёй, 9 — безземельные) с немецким населением в количестве 78 человек приписных жителей и 40 — «посторонних», из которых 62 мужчины и 56 женщин. Жители владели 950 десятинами удобной земли. В хозяйствах имелось 90 лошадей, 36 волов, 45 коров и 275 голов мелкого скота. Согласно списку 1915 года «…русских подданных из австрийских, венгерских или германских выходцев» землевладельцев, опубликованном в газете «Таврические губернские ведомости» в апреле 1915 года, при деревне Биюк-Кабан значатся крымские немцы Барг Абрам Абрамови, имевший 507 десятин, 1400 квадратных саженей земли и, видимо, его сын, Иоган Абрамович — 57 дес., а также Фот Вильгельм Юлиусович владевший 200 десятинами.
После установления в Крыму Советской власти, по постановлению Крымревкома от 8 января 1921 года № 206 «Об изменении административных границ» была упразднена волостная система и село вошло в состав Евпаторийского района Евпаторийского уезда, а в 1922 году уезды получили название округов. 11 октября 1923 года, согласно постановлению ВЦИК, в административное деление Крымской АССР были внесены изменения, в результате которых округа были отменены и произошло укрупнение районов — территорию округа включили в Евпаторийский район. Согласно Списку населённых пунктов Крымской АССР по Всесоюзной переписи 17 декабря 1926 года, в сёлах Биюк-Кабан (немецкий), с 9 дворами и населением 50 человек, из которых было 49 немцев и 1 русский и Биюк-Кабан (татарский) (26 дворов, 118 жителей, все татары) входили в состав Биюк-Кабанского сельсовета Евпаторийского района, но какое из сёл было центром совета, из списка не ясно (судя по карте Генштаба 1941 года, это было одно село, разделённое административно и далее 2 села в доступных документах не встречаются). Постановлением ВЦИК РСФСР от 30 октября 1930 года был создан Фрайдорфский еврейский национальный район (переименованный указом Президиума Верховного Совета РСФСР № 621/6 от 14 декабря 1944 года в Новосёловский) (по другим данным 15 сентября 1931 года) и Биюк-Кабан включили в его состав. По данным всесоюзная перепись населения 1939 года в селе проживало 154 человека.
Вскоре после начала Великой Отечественной войны, 18 августа 1941 года крымские немцы были выселены, сначала в Ставропольский край, а затем в Сибирь и северный Казахстан. В 1944 году, после освобождения Крыма от фашистов, согласно постановлению ГКО № 5859 от 11 мая 1944 года, 18 мая крымские татары были депортированы в Среднюю Азию. С 25 июня 1946 года селение в составе Крымской области РСФСР. Указом Президиума Верховного Совета РСФСР от 18 мая 1948 года село, как один Биюк-Кабань переименовали в Первомайское. 25 июля 1953 года Новоселовский район был упразднен и село включили в состав Первомайского. 26 апреля 1954 года Крымская область была передана из состава РСФСР в состав УССР. К 1960 году село Первомайское переименовано в Просторное (согласно справочнику «Крымская область. Административно-территориальное деление на 1 января 1968 года» — с 1954 по 1968 годы), к тому же году включено в Сусанинский сельсовет. Ликвидировано в период с 1968, когда село ещё числилось в составе Сусанинского сельсовета, по 1977 год.